# En letsindig pige
En letsindig pige er en amerikansk stumfilm fra 1920 af Roy William Neill.

## Medvirkende
- Constance Talmadge som Nancy Flavelle
- Kenneth Harlan som Clarence Brooks
- George Fawcett som Flavell
- Mathilde Brundage
- John Raymond som Braille
- Florida Kingsley
- Nina Cassavant som Genevieve